# 柳別利亞
50°11′42″N 23°56′43″E / 50.19500°N 23.94528°E

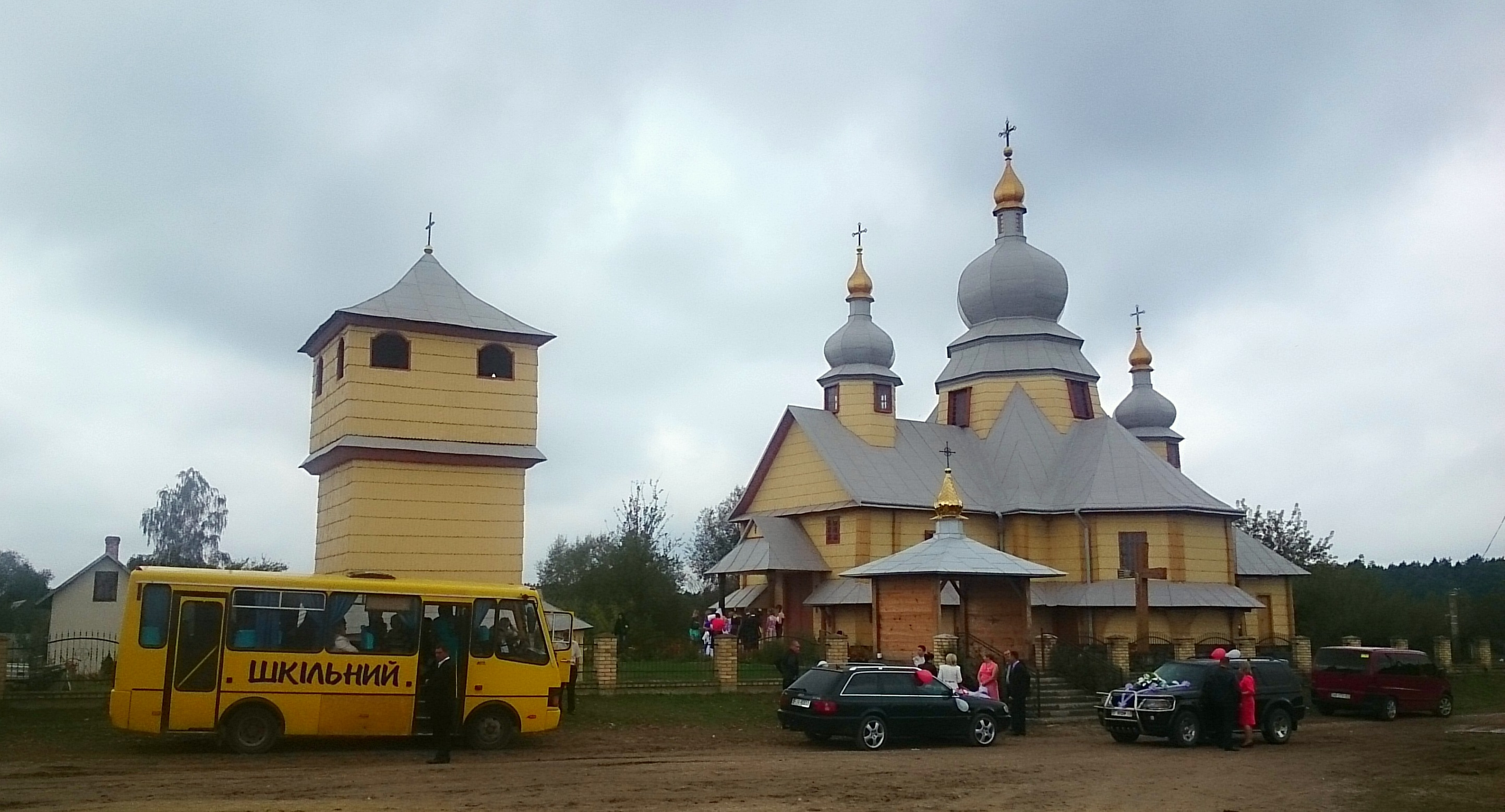

柳別利亞（烏克蘭語：Любеля），是烏克蘭西部的村莊，隸屬利維夫州的利維夫區。該村始建於1649年，面積9.99平方公里，人口1,445，人口密度每平方公里44.53人。